# Adriel Ba Loua
Adriel D'Avila Ba Loua (Yopougon, 25 luglio 1996) è un calciatore ivoriano, centrocampista del Qəbələ.

## Caratteristiche tecniche
È un'ala mancina, capace di giocare sia a destra che a sinistra, nonostante preferisca la prima opzione. In passato è stato schierato anche come trequartista o come attaccante centrale.

## Carriera

### Club

#### Gli inizi in Costa d'Avorio e Francia
Cresciuto nel settore giovanile dell'ASEC Mimosas, club ivoriano, a diciannove anni viene acquistato in prestito dal Lilla, che lo aggrega alla formazione riserve, con la quale segna una rete in otto gare.
Al termine della stagione 2015-2016 i francesi decidono di non riscattarlo, e perciò fa ritorno all'ASEC.

#### L'esperienza in Danimarca
Il 19 luglio 2016 viene acquistato in prestito biennale dai danesi del Vejle, con cui esordisce da titolare cinque giorni più tardi nel match pareggiato per 1-1 contro il Fremad Amager. L'11 agosto successivo realizza la sua prima rete danese, nel pareggio interno contro l'Helsingør, ripetendosi dieci giorni più tardi nella vittoria per 0-3 contro il Næstved. Durante questa stagione mette in mostra le sue capacità realizzative (4) ma soprattutto quella da assistman, realizzando cinque passaggi decisivi per i compagni di squadra.
Come da contratto, il prestito viene rinnovato per una seconda stagione, dove tuttavia i numeri calano leggermente (2 reti segnate, 3 assist serviti).

#### Karviná e Viktoria Plzeň
Dopo le avventure in Francia e in Danimarca è il Karviná a puntare su di lui, ufficializzandone il trasferimento in prestito il 27 agosto 2018. Esordisce con la nuova maglia cinque giorni più tardi, subentrando a Luboš Tusjak e realizzando poco dopo il gol del momentaneo 2-0 che regala tre punti ai suoi. Il finale di stagione è strepitoso, con cinque assist in altrettante gare al termine del campionato, che permettono ai suoi di salvarsi. Soddisfatti delle sue prestazioni, i cechi decidono di riscattarlo per 130.000 euro. Nella sua stagione con i biancoverdi arriva il suo record personale di assist (8) ma solo un gol, all'ultima giornata contro il Mladá Boleslav.
I buoni numeri mostrati portano il Viktoria Plzeň ad investire su di lui, offrendo 875.000 euro per il suo cartellino. Il 21 agosto 2020 debutta in prima squadra contro l'Opava, partita in cui subentra a Jan Kopic e segna una rete nel 3-1 finale. Con i rossoblu vive la sua migliore stagione in carriera, con sette reti e sei assist che contribuiscono alla qualificazione in Europa Conference League.

#### Lech Poznań
Il 16 agosto 2021 viene annunciato il suo passaggio a titolo definitivo ai polacchi del Lech Poznań, con cui firma un contratto di quattro anni, diventando il calciatore più pagato nella storia dei kolejorz. Il passaggio avviene il 27 agosto seguente, in modo da permettere al Viktoria Plzeň di schierarlo nei preliminari di Europa Conference contro il CSKA Sofia. A maggio 2022 si laurea campione di Polonia.

## Statistiche

### Presenze e reti nei club
Statistiche aggiornate al 23 maggio 2022.
| Stagione              | Squadra               | Campionato            | Campionato | Campionato | Coppe nazionali | Coppe nazionali | Coppe nazionali | Coppe continentali | Coppe continentali | Coppe continentali | Altre coppe | Altre coppe | Altre coppe | Totale | Totale |
| Stagione              | Squadra               | Comp                  | Pres       | Reti       | Comp            | Pres            | Reti            | Comp               | Pres               | Reti               | Comp        | Pres        | Reti        | Pres   | Reti   |
| --------------------- | --------------------- | --------------------- | ---------- | ---------- | --------------- | --------------- | --------------- | ------------------ | ------------------ | ------------------ | ----------- | ----------- | ----------- | ------ | ------ |
| 2016-2017             | Vejle                 | SL                    | 30         | 4          | CD              | 2               | 0               |                    | -                  | -                  |             | -           | -           | 32     | 4      |
| 2017-2018             | Vejle                 | SL                    | 22         | 2          | CD              | 2               | 0               |                    | -                  | -                  |             | -           | -           | 24     | 2      |
| Totale Vejle          | Totale Vejle          | Totale Vejle          | 52         | 6          |                 | 4               | 0               |                    | -                  | -                  |             | -           | -           | 56     | 6      |
| 2018-2019             | Karviná               | 1L                    | 27         | 2          | CRC             | 3               | 1               |                    | -                  | -                  |             | -           | -           | 30     | 3      |
| 2019-2020             | Karviná               | 1L                    | 27         | 1          | CRC             | 0               | 0               |                    | -                  | -                  |             | -           | -           | 27     | 1      |
| Totale Karviná        | Totale Karviná        | Totale Karviná        | 54         | 3          |                 | 3               | 1               |                    | -                  | -                  |             | -           | -           | 57     | 4      |
| 2020-2021             | Viktoria Plzeň        | 1L                    | 31         | 7          | CRC             | 5               | 0               | UCL+UEL            | 1+2                | 0+1                |             | -           | -           | 39     | 8      |
| ago. 2021             | Viktoria Plzeň        | 1L                    | 3          | 0          | CRC             | 0               | 0               | UECL               | 4                  | 1                  |             | -           | -           | 7      | 1      |
| Totale Viktoria Plzeň | Totale Viktoria Plzeň | Totale Viktoria Plzeň | 34         | 7          |                 | 5               | 0               |                    | 7                  | 2                  |             | -           | -           | 46     | 9      |
| ago. 2021-2022        | Lech Poznań           | EK                    | 25         | 1          | CP              | 4               | 0               |                    | -                  | -                  |             | -           | -           | 29     | 1      |
| Totale carriera       | Totale carriera       | Totale carriera       | 165        | 17         |                 | 16              | 1               |                    | 7                  | 2                  |             | -           | -           | 188    | 20     |

## Palmarès

### Club

#### Competizioni nazionali
- Campionato polacco: 1

Lech Poznań: 2021-2022